# 卡爾·雅可比
卡爾·古斯塔夫·雅各布·雅可比（德語：（他的名字有时写作 Karl），1804年12月10日—1851年2月18日）是一名德國數學家，被廣泛認為是歷史上最傑出的數學家之一。

## 生平
雅可比生于一个阿什肯纳兹犹太家庭，父亲西蒙·雅可比是银行家。卡尔是四个子女中的第二子，其长兄莫里兹·冯·雅可比之后同样因成为工程师和物理学家而出名。最初，雅可比在家接受其叔叔的家庭教育，学习了简单的数学和语言。在1816年，12岁的雅可比进入波茨坦文理中学（预科学校）学习经典语言，德语，以及数学。缘于叔叔对他的良好基础教育，以及自身的杰出能力，在不到半年的时间内雅可比就跳级到了高年级，尽管年龄还未达到标准。然而，因为大学并不招收16岁以下的学生，因此，雅可比直到1821年才能从学校毕业。在这段时间里，雅可比显示出了对很多专业的兴趣，包括拉丁语、希腊语、哲学、历史以及数学。在这段时间中，雅可比第一次尝试寻找五次方程的根式。
1821年，雅可比进入柏林大学就读，并于1825年于柏林大学获博士学位。一开始，他将自己的精力同时放到哲学和数学两个领域。在哲学上，他参加了伯克的研讨会，因他的才华而受到教授的注意。在数学上，雅可比并没有在大学注册很多课程，因为当时德国的数学课程对他来说太过基础。与此同时，他继续自学着欧拉、拉格朗日和拉普拉斯的研究成果。在1823年，他认识到需要在他喜爱的数学和哲学当中做一个抉择，并最终选择将所有的精力投入到数学当中。同年，他获得了成为中学教师的资格，并收到柏林的约阿希姆斯塔尔中学（Joachimsthal Gymnasium）的邀请。但是，雅可比决定继续追求大学教职。在1825年，雅可比通过《有理函数的部分分式分解》这样一篇博士论文获得了博士学位。与此同时，雅可比皈依了基督教，并获得了特许任教许可，并在1825/1826学年教授曲线与曲面理论。
1827年，雅可比正式成为教授，后于1829年担任哥尼斯堡大学数学系终身教授直至1842年。1836年，他被选为瑞典皇家科学院的外籍成员。
1843年时因工作过度而导致健康极度恶化，后前往意大利休养。回来时，雅可比搬到了柏林，同时开始领取养老金。在1848年革命期间，雅可比卷入了政治斗争并代表自由党派选举议会候选人失败。这个行为导致当革命被镇压后雅可比的皇家补助金被取消，但因为他的名气和声誉，很快补助金被恢复。

## 科学贡献
雅可比最杰出的成就之一是他对椭圆函数的理论以及其与椭圆Θ函数的关系，并发表在他著名的论文《Fundamenta nova theoriae functionum ellipticarum》(1829)以及后发表在《Crelle's Journal》的文章。Θ函数在数学物理上有非常重要的地位，缘于其在周期流（period flow ）与类周期流(quasi-period flow) 的逆问题中扮演的角色。利用雅可比椭圆函数，一些特殊的运动方程变为可积方程，其中包括钟摆，欧拉陀螺（Euler top），重力场中对称的拉格朗日陀螺（Lagrange top），以及开普勒问题（中心重力场中的行星运动）。
雅可比在微分方程和经典力学上的研究，尤其是哈密顿-雅可比方程，对该领域做出了根本性的贡献。
雅可比最主要的影响通过他于1826年起在《Crelle’s Journal》发表的大量文章反映在代数领域以及其他一些数学领域。他的其中一条格言：“逆转，总是应该逆转”('man muss immer umkehren')表达了他认为大量的困难问题，都可以用逆转这种重新表达的方式来求解。
在1835年的一篇文章当中，雅可比对分类周期性函数（包括椭圆函数）的基本结果进行了证明：如果一个单变量单值方程是一个多周期方程，那么这个方程不会超过两个周期，同时，周期的比值不可以是实数。雅可比发现了许多Θ函数的基础性质，包括方程等式和雅可比三重积公式，以及许多在Q阶乘幂和超几何函数方面的结果。
1854年，魏尔斯特拉斯所解出的，雅可比反演问题在超椭圆Abel map（hyperelliptic Abel map）上的解，引入了超椭圆Θ函数以及广义黎曼Θ函数的概念。（The solution of the Jacobi inversion problem for the hyperelliptic Abel map by Weierstrass in 1854 required the introduction of the hyperelliptic theta function and later the general Riemann theta function for algebraic curves of arbitrary genus. The complex torus associated to a genus algebraic curve, obtained by quotienting by the lattice of periods is referred to as the Jacobian variety. This method of inversion, and its subsequent extension by Weierstrass and Riemann to arbitrary algebraic curves, may be seen as a higher genus generalization of the relation between elliptic integrals and the Jacobi, or Weierstrass elliptic functions）（这一段落相关概念太过专业，请专业人员予以更加准确翻译）（摘自对应英文维基百科页面）
雅可比是第一个将椭圆方程应用到数论上的人，例如证明费马平方和定理、拉格朗日四平方和定理，以及类似的六、八平方和。他在数论上的其他成果延续了高斯的工作：二次互反律的新证明，雅可比符号的引入，对高次互反律的贡献，对连分数的研究，雅可比和的发明。
雅可比同时也是最早的行列式发明者之一，特别是，他发明了雅可比行列式（详细介绍见该词条）。这个行列式在分析数学中有非常重要的地位。在1841年，雅可比重新定义了勒让德的偏微分符号∂，其后成为标准用法。
在学习矢量场和李代数的时候经常会用到作为雅可比恒等式，这一恒等式是对李氏括号进行的结合律操作的一种类比。
行星理论以及其他运动学问题会不时地引起雅可比的注意。在对天体力学做出贡献的同时，他引入了为恒星坐标系的雅可比积分(1836)

## 貢獻
- 雅可比矩陣
- 雅可比恆等式
- 雅可比橢圓函數
- 雅可比符號
- 雅可比旋转
- 雅可比和（英语：Jacobi sum）
- 雅可比积分（英语：Jacobi integral）
- 雅可比最后乘子（页面存档备份，存于）

## 外部連結
- MacTutor 的卡爾·雅可比（页面存档备份，存于）